# Straubing Tigers
Straubing Tigers – niemiecki klub hokejowy z siedzibą w Straubing (Bawaria).

## Informacje ogólne
- Nazwa: Straubing Tigers
- Rok założenia: 1941
- Barwy: niebiesko-białe
- Adres: Landshuter Strasse 23, 94315 Straubing
- Lodowisko: Eisstadion am Pulverturm
- Pojemność: 5800

## Sukcesy
- Mistrzostwo 2. Bundesligi: 2006
- Awans do DEL: 2006

## Dotychczasowe nazwy klubu
- Bann Straubing (1941−1943)
- TSV Straubing (1947−1981)
- EHC Straubing (1981–2002)
- Straubing Tigers (od 2002)